# Šehovci (Republika Serbska)
Šehovci (cyr. Шеховци) – wieś w Bośni i Hercegowinie, w Republice Serbskiej, w gminie Mrkonjić Grad. W 2013 roku liczyła 251 mieszkańców.